# 上野国
上野国（こうずけのくに、かみつけぬのくに、かみつけののくに、かみつけのくに）は、かつて日本の令制国の一つ。東山道に属する。おおむね現在の群馬県にあたる。別名は、上州（じょうしゅう）、上毛野（かみつけの・かみつけぬ）、上毛（じょうもう・かみつけ）など。

## 「上野」の由来と読み
毛野地域の変遷
| 4世紀頃?        | 4世紀頃?        | 4世紀頃?        | 4世紀頃?        | 4世紀頃?        | 4世紀頃?        | 毛野     | 毛野     | 毛野     | 毛野     | 毛野     | 毛野     |        |        |          |          |          |          |          |          |      |      |        |        |        |        |        |        |  |  |  |  |  |  |  |  |  |  |  |  |  |  |  |  |
| 4世紀頃?        | 4世紀頃?        | 4世紀頃?        | 4世紀頃?        | 4世紀頃?        | 4世紀頃?        | 毛野     | 毛野     | 毛野     | 毛野     | 毛野     | 毛野     |        |        |          |          |          |          |          |          |      |      |        |        |        |        |        |        |  |  |  |  |  |  |  |  |  |  |  |  |  |  |  |  |
|                 |                 |                 |                 |                 |                 |          |          |          |          |          |          |        |        |          |          |          |          |          |          |      |      |        |        |        |        |        |        |  |  |  |  |  |  |  |  |  |  |  |  |  |  |  |  |
| 5世紀末頃?      | 5世紀末頃?      | 5世紀末頃?      | 5世紀末頃?      | 5世紀末頃?      | 5世紀末頃?      | 上毛野   | 上毛野   | 上毛野   | 上毛野   | 上毛野   | 上毛野   | 下毛野 | 下毛野 | 下毛野   | 下毛野   | 下毛野   | 下毛野   | 那須     | 那須     | 那須 | 那須 | 那須   | 那須   |        |        |        |        |  |  |  |  |  |  |  |  |  |  |  |  |  |  |  |  |
| 5世紀末頃?      | 5世紀末頃?      | 5世紀末頃?      | 5世紀末頃?      | 5世紀末頃?      | 5世紀末頃?      | 上毛野   | 上毛野   | 上毛野   | 上毛野   | 上毛野   | 上毛野   | 下毛野 | 下毛野 | 下毛野   | 下毛野   | 下毛野   | 下毛野   | 那須     | 那須     | 那須 | 那須 | 那須   | 那須   |        |        |        |        |  |  |  |  |  |  |  |  |  |  |  |  |  |  |  |  |
|                 |                 |                 |                 |                 |                 |          |          |          |          |          |          |        |        |          |          |          |          |          |          |      |      |        |        |        |        |        |        |  |  |  |  |  |  |  |  |  |  |  |  |  |  |  |  |
| 7世紀末         | 7世紀末         | 7世紀末         | 7世紀末         | 7世紀末         | 7世紀末         | 上毛野国 | 上毛野国 | 上毛野国 | 上毛野国 | 上毛野国 | 上毛野国 |        |        | 下毛野国 | 下毛野国 | 下毛野国 | 下毛野国 | 下毛野国 | 下毛野国 |      |      |        |        |        |        |        |        |  |  |  |  |  |  |  |  |  |  |  |  |  |  |  |  |
| 7世紀末         | 7世紀末         | 7世紀末         | 7世紀末         | 7世紀末         | 7世紀末         | 上毛野国 | 上毛野国 | 上毛野国 | 上毛野国 | 上毛野国 | 上毛野国 |        |        | 下毛野国 | 下毛野国 | 下毛野国 | 下毛野国 | 下毛野国 | 下毛野国 |      |      |        |        |        |        |        |        |  |  |  |  |  |  |  |  |  |  |  |  |  |  |  |  |
| 8世紀初頭       | 8世紀初頭       | 8世紀初頭       | 8世紀初頭       | 8世紀初頭       | 8世紀初頭       | 上野国   | 上野国   | 上野国   | 上野国   | 上野国   | 上野国   |        |        | 下野国   | 下野国   | 下野国   | 下野国   | 下野国   | 下野国   |      |      |        |        |        |        |        |        |  |  |  |  |  |  |  |  |  |  |  |  |  |  |  |  |
| 8世紀初頭       | 8世紀初頭       | 8世紀初頭       | 8世紀初頭       | 8世紀初頭       | 8世紀初頭       | 上野国   | 上野国   | 上野国   | 上野国   | 上野国   | 上野国   |        |        | 下野国   | 下野国   | 下野国   | 下野国   | 下野国   | 下野国   |      |      |        |        |        |        |        |        |  |  |  |  |  |  |  |  |  |  |  |  |  |  |  |  |
|                 |                 |                 |                 |                 |                 |          |          |          |          |          |          |        |        |          |          |          |          |          |          |      |      |        |        |        |        |        |        |  |  |  |  |  |  |  |  |  |  |  |  |  |  |  |  |
|                 |                 |                 |                 |                 |                 | ↓        | ↓        | ↓        | ↓        | ↓        | ↓        |        |        | ↓        | ↓        | ↓        | ↓        | ↓        | ↓        |      |      |        |        |        |        |        |        |  |  |  |  |  |  |  |  |  |  |  |  |  |  |  |  |
| 現在の 都道府県 | 現在の 都道府県 | 現在の 都道府県 | 現在の 都道府県 | 現在の 都道府県 | 現在の 都道府県 | ↓        | ↓        | ↓        | ↓        | ↓        | ↓        | 群馬県 | 群馬県 | 群馬県   | 群馬県   | 群馬県   | 群馬県   | ↓        | ↓        |      |      | 栃木県 | 栃木県 | 栃木県 | 栃木県 | 栃木県 | 栃木県 |  |  |  |  |  |  |  |  |  |  |  |  |  |  |  |  |

古代関東には「毛野（けの/けぬ）」および「那須（なす）」と呼ばれる地域と、それぞれを拠点とする政治勢力が存在した。そして前者の毛野が上・下に二分されて「上毛野（かみつけの/かみつけぬ）」「下毛野（しもつけの/しもつけぬ）」となったといわれる。毛野の起こりについては、『常陸国風土記』によると筑波はもともと紀の国であるといい、この紀の国と毛野が同一かは不詳だが、「毛野河」は筑波西部の郡の境界とある。また『続日本紀』では毛野川は古くから常陸国と下総国の境界であると記されているなど、毛野と毛野川（現在の鬼怒川）の深い関わりがうかがわれる。『上野名跡志』では下野国河内郡衣川郷が毛野という名称の由来と推察されている。
国名の上下については、上総国と下総国などと同様、一国を「上」と「下」に二分したものとされるが、備・越・筑・豊・肥等のように前後に分けられた国との違いは不詳である。またこの分裂は史書に無く詳細は不明で、古くから議論がある（「毛野#毛野の分裂」を参照）。
『大宝律令』の制定においても、上毛野は「上毛野国（かみつけの/かみつけぬ）」として令制国の1つに定められた。その後、上毛野国・下毛野国の国名は「上野国」・「下野国」と改められた。この際、「毛」の字は消えたものの「こうずけのくに」として読みにその名残をとどめている。「上毛（じょうもう）」という別称は今でも用いられている。なお「かみつけ」からの転訛であるが、読みは慣用的に「こうづけ」でなく、四つ仮名の混同により（現代仮名遣いでは）「こうずけ」と振られて表記される。
読みについて、『和名抄』には「加三豆介乃」、『万葉集』には「可美都氣努」「可美都氣野」などが見られる。同集で当国名が詠まれた12首のうち11首までは末尾を「努（ヌ）」と詠んでいるのに対し「乃（ノ）」としているのは1首のみで、奈良時代頃までは「かみつけぬ」後世に「かみつけの」と読みが変わったものと推定されている。さらに、「美」については「ウ」とも読み、「ウ」の次の読みは濁ることが多く「ヅ」となり訛って「ノ」を省き「カウヅケ」となったとの解釈がある。そして、「かう〔kau〕二重母音」→「こー〔kɔː〕（長母音・円唇後舌半広母音）」のように変化していったものと思われる。
「努」の読みの解釈については「努」は万葉仮名の「ノ（甲類）」であるとし、「けぬ」は江戸時代以来の誤った読みとする説もある。ただし、万葉集では「努」はもとより「野」についても「ヌ」の読みに充てている例もあるため、「毛野」を「けの」または「けぬ」とする例も少なからず見られる。
藤原宮跡出土木簡の中には「上毛野国車評桃井里」の記載が見られる。

## 沿革
『日本書紀』によると、上毛野国造の上毛野君は崇神天皇長子で東国の統治を任じられた豊城入彦命を祖とするとされる。また上野は日本武尊が蝦夷を平定し日高見国から西南の地常陸国に戻って甲斐国に至り、その北にあって従わない信濃および越を征するため武蔵および上野を経由して碓日坂を登り碓日峰で東南を見下ろして「吾嬬者耶」と言ったことで知られる。
また、書紀では上毛野君は仁徳天皇の御世に新羅と戦い捕虜を得たといい、またその後天智天皇の御世には百済が新羅に攻められた際、百済を軍事的に支援するため朝鮮半島に遣わされたという。この間推古天皇9年（601年）9月8日には新羅人の間諜者である迦摩多が対馬で捕えられ上野に配流されており、上野国と朝鮮半島が古い時期から深く関わりを有していたことがうかがわれる。「国造本紀」では仁徳朝に下毛野国造が分置されたとされる。
和銅4年（711年）に甘楽郡（かむらのこほり）の織裳（おりも）・韓級（からしな）・矢田（やた）・大家（おおや）の4郷、緑野郡（みとののこほり）の武美1郷、片岡郡（かたおかのこほり）の山等（やまな）1郷、計6郷が各郡から分離され多胡郡（たごのこほり）が新設され、倭名類聚抄の成立期には碓氷（うすひ）・片岡（かたおか）・甘楽（かむら）・多胡（たご）・緑野（みとの）・那波（なは）・群馬（くるま）・吾妻（あかつま）・利根（とね）・勢多（せた）・佐位（さゐ）・新田（にふた）・山田（やまた）・邑楽（おはらき）の計14郡があった（『倭名類聚抄』）。

### 親王任国の統治時代
上野国は、はじめ上国だったが、弘仁2年（811年）、大国に変更となる（『日本後紀』）。天長3年（826年）、上野国と常陸国、上総国は、親王（皇族）が国守に任命される親王任国となった（『類聚三代格』）。このため、上野介が実際の政務にあたった。良馬の産地として勅旨牧がおかれた。
全国に10余りしか現存しない奈良時代以前の石碑のうち、3つが多胡郡にある（上野三碑）。藤原宮木簡には、上毛野国と表記。国衙のあった国府は群馬郡にあった。現在の前橋市元総社町付近と推定されているが、その遺跡の所在を確認するには至っていない。その周辺には国分寺跡・国分尼寺跡・総社神社がある。

#### 武士の進出
天慶年間に関東東部で内乱を起こした平将門は上野国府を落とし、一時上野国を支配するが、藤原秀郷によって討ち取られた。秀郷の子孫は上野各地に進出し、淵名・佐位・吾妻・薗田・大胡・山上などの一族に分かれ、有力な武士団として成長した。
12世紀初頭の天仁元年（1108年）、浅間山の噴火により、上野国一円の農耕地は甚大な被害を受けた。荒廃した耕地は、在地領主の大規模な再開発によって私領となり、その権益を守るために中央の貴族に寄進され、荘園が成立する。上野国の荘園として、八幡荘・淵名荘・土井出笠科荘・佐貫荘・吾妻荘・新田荘や、伊勢神宮の御厨として玉村御厨・細井御厨・邑楽御厨がみえる。これらの荘園の開発に成功したのは秀郷流藤原氏や、新勢力として進出した源義重に始まる新田氏であった。

### 鎌倉幕府
治承4年（1180年）に源頼朝が相模国鎌倉に入り武家政権を樹立すると、源義重は自立を目指し抵抗するが、最後には頼朝の軍門に下った。また、藤原秀郷の系譜を引く藤姓足利氏の足利俊綱は、頼朝に抗して没落した。
こうして上野国に鎌倉幕府の秩序が打ち立てられた。守護となったのは安達氏であり、弘安8年（1285年）の霜月騒動で安達泰盛が没落するまで、上野国を支配し続けた。その後、守護は幕府滅亡時まで北条得宗家であった。その下に、上野武士団は御家人として鎌倉に出仕した。御家人としては、新田一族をはじめ、佐貫・大胡・山上・沼田・吾妻・那波・淵名氏がみえる。
元弘3年（1333年）、新田荘生品神社で挙兵した新田義貞は鎌倉を攻め、幕府を滅亡させた。

### 室町幕府
室町幕府の下、上野守護に任じられたのは上杉氏である。八幡荘が守護領とされ、守護所は板鼻に置かれた。ただし、上杉氏は関東管領を兼ねて鎌倉におり、在地支配は守護代の長尾氏に任された。長尾氏は惣社・白井の二家に分かれ、それぞれ上野国府、白井城に拠点を築いた。

#### 山内上杉氏統治時代
天文15年（1546年）、河越夜戦での上杉憲政方が大敗。
天文21年（1552年）、平井城が北条氏康に攻め落とされ、関東管領上杉憲政(山内上杉家)が敗走し、越後に逃れた。
天正6年（1578年）、上杉謙信の死去を以って、関東管領の統治が終わった。

### 後北条氏統治時代
永禄年間に後北条氏が上野国を領国化した。

### 武田氏統治時代
永禄4年（1561年）に甲斐国の武田信玄による西上野侵攻の結果、西上野が甲斐武田氏支配下となり、城代を置いた。
- 上野国箕輪城（群馬県高崎市）の内藤昌秀
- 上野国松井田城（群馬県安中市）の小山田虎満

#### 武田氏滅亡時
天正10年（1582年）、武田氏が滅亡すると、倉賀野秀景は織田信長方の滝川一益に従った。
天正10年（1582年）、神流川の戦いにて後北条氏と滝川一益(織田氏)が戦い、後北条氏方が勝利した。

#### 小田原征伐
天正18年（1590年）、豊臣秀吉による小田原征伐が行われると、上野国の武将の一部は後北条氏武将として小田原城に籠城した。

### 江戸時代
江戸時代には、沼田藩、前橋藩、安中藩、高崎藩、伊勢崎藩、七日市藩、吉井藩、小幡藩、および館林藩が置かれた。この他、明治維新まで実質的に命運を保つことができなかった藩として総社藩、那波藩、板鼻藩、矢田藩、上野豊岡藩、大胡藩、白井藩、青柳藩、上里見藩および篠塚藩がある。

## 国内の施設

### 国府

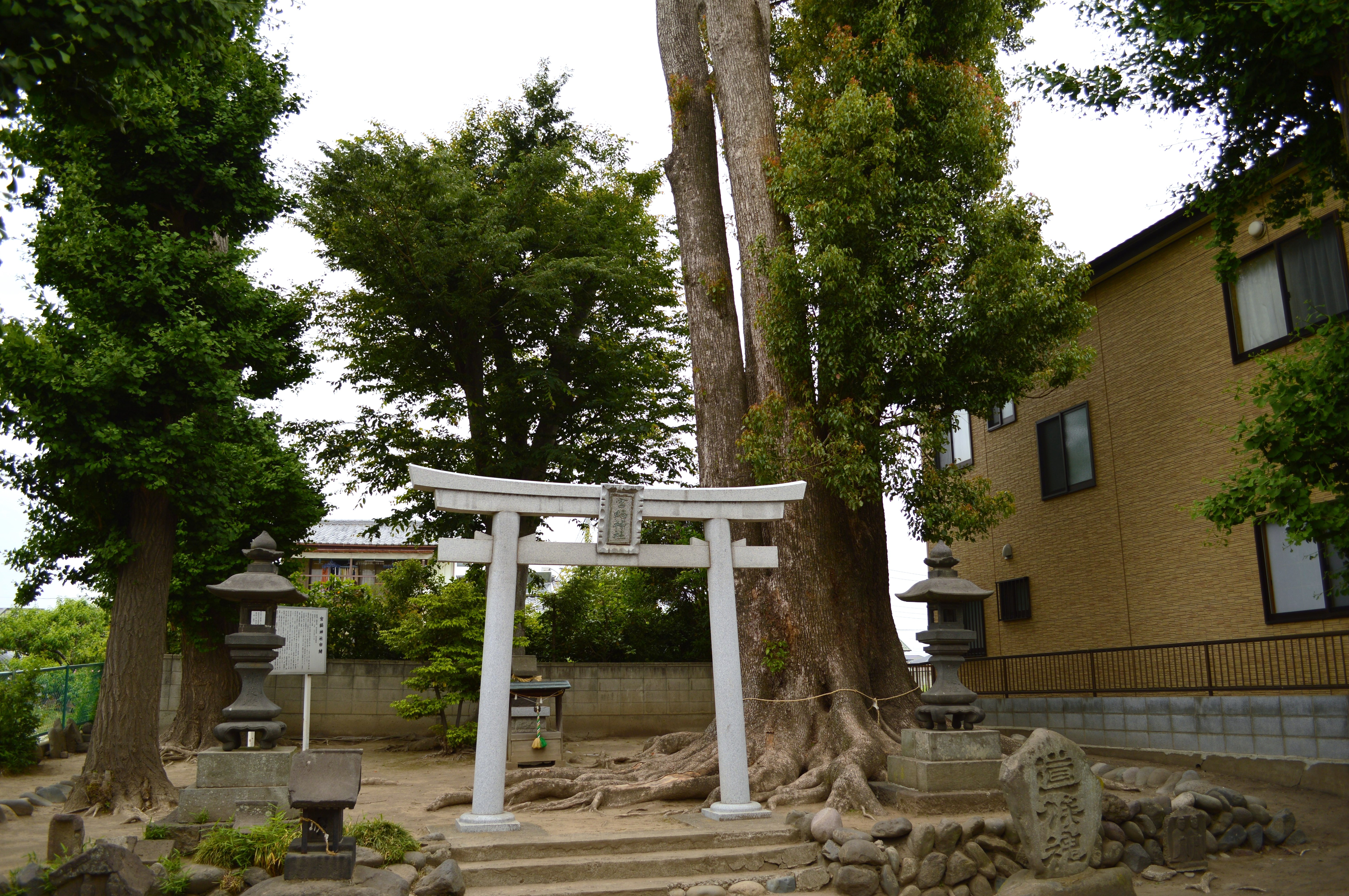
宮鍋神社（前橋市元総社町）
上野国府推定地。

群馬郡国府村にあったとする説（『上野名跡考』）があり、のちに群馬郡旧元総社村（現在の群馬県前橋市元総社町付近）の蒼海城跡とする説（『群馬郡村誌』など）が定説になったが、近藤義雄による群馬郡大友村（現在の群馬県前橋市大友町付近）の南の平坦地とする説が一時定説化していた。
国府域を確定させるため近藤説に基づいて1961年（昭和36年）から尾崎喜左雄らによって発掘調査が行われたが、むしろ元総社地区が最有力という結論になった。ただし、国府域や国衙跡は不明のままである。

### 国分寺・国分尼寺
- 上野国分寺跡 （群馬県前橋市元総社町と高崎市東国分町・引間町、北緯36度23分42.27秒 東経139度01分20.72秒 / 北緯36.3950750度 東経139.0224222度）
国の史跡。東大寺式伽藍配置で、寺域は東西220メートル・南北235メートル。北方に後継の国分寺（高崎市東国分町、北緯36度23分58.53秒 東経139度01分17.19秒 / 北緯36.3995917度 東経139.0214417度）が所在。

- 上野国分尼寺跡 （群馬県前橋市元総社町と高崎市東国分町、北緯36度23分39.45秒 東経139度01分41.64秒 / 北緯36.3942917度 東経139.0282333度）
僧寺跡の東方に所在。東大寺式または法華寺式伽藍配置で、推定寺域は1.5町四方。発掘された遺構は埋め戻されている。後継はない。

### 神社
延喜式内社
『延喜式神名帳』には、大社3座3社・小社9座9社の計12座12社が記載されている（「上野国の式内社一覧」参照）。大社3社は以下に示すもので、全て名神大社である。
- 甘楽郡 貫前神社
  - 比定社：一之宮貫前神社 （群馬県富岡市一ノ宮）
- 群馬郡 伊加保神社
  - 比定社（山宮）：伊香保神社 （群馬県渋川市伊香保町伊香保、北緯36度29分45.31秒 東経138度54分57.00秒 / 北緯36.4959194度 東経138.9158333度）
  - 比定社（里宮）：三宮神社 （群馬県北群馬郡吉岡町）
- 勢多郡 赤城神社
  - 比定社（山宮）：赤城神社 （群馬県前橋市三夜沢町、北緯36度29分03.94秒 東経139度10分41.08秒 / 北緯36.4844278度 東経139.1780778度）
  - 比定社（里宮）：二宮赤城神社 （群馬県前橋市二之宮町）
  - 参考社：赤城神社 （群馬県前橋市富士見町赤城山、北緯36度33分10.12秒 東経139度11分00.50秒 / 北緯36.5528111度 東経139.1834722度）

総社・一宮以下
『中世諸国一宮制の基礎的研究』に基づく一宮以下の一覧。
- 総社：総社神社 （群馬県前橋市元総社町、北緯36度23分16.79秒 東経139度02分16.39秒 / 北緯36.3879972度 東経139.0378861度）
- 一宮：一之宮貫前神社 （群馬県富岡市一ノ宮、北緯36度15分18.60秒 東経138度51分27.50秒 / 北緯36.2551667度 東経138.8576389度）
- 二宮：二宮赤城神社 （群馬県前橋市二之宮町、北緯36度22分02.08秒 東経139度10分03.56秒 / 北緯36.3672444度 東経139.1676556度）
現在は山宮の赤城神社（群馬県前橋市三夜沢町）も二宮を称する。
- 三宮：三宮神社 （群馬県北群馬郡吉岡町大久保、北緯36度26分22.08秒 東経139度00分49.42秒 / 北緯36.4394667度 東経139.0137278度）
現在は山宮の伊香保神社（群馬県渋川市伊香保町伊香保）も三宮を称する。
- 四宮：甲波宿禰神社 （群馬県渋川市川島、北緯36度31分50.22秒 東経138度58分03.28秒 / 北緯36.5306167度 東経138.9675778度）
- 五宮：若伊香保神社 （群馬県渋川市有馬、北緯36度27分58.28秒 東経138度59分41.63秒 / 北緯36.4661889度 東経138.9948972度）
- 六宮：榛名神社 （群馬県高崎市榛名山町、北緯36度27分30.55秒 東経138度51分08.03秒 / 北緯36.4584861度 東経138.8522306度）
- 七宮：小祝神社 （群馬県高崎市石原町、北緯36度18分43.69秒 東経139度00分03.64秒 / 北緯36.3121361度 東経139.0010111度）
- 八宮：火雷神社 （群馬県佐波郡玉村町下之宮、北緯36度18分09.65秒 東経139度09分05.38秒 / 北緯36.3026806度 東経139.1514944度）
- 九宮：倭文神社 （群馬県伊勢崎市東上之町、北緯36度18分39.99秒 東経139度09分05.17秒 / 北緯36.3111083度 東経139.1514361度）

### 安国寺利生塔
- 安国寺：慈光山常昭院安国寺 （高崎市通町） - 浄土宗、本尊：阿弥陀如来

利生塔は未詳。

## 地域

### 領域
明治維新直前の領域は、現在の桐生市の一部（菱町の全域および梅田町四・五丁目の一部）を除く群馬県の全域と、栃木県足利市の一部（南大町・里矢場町・新宿町・藤本町・荒金町）に相当する。
かつて群馬県は上野国と完全に同一の領域であったが、1959年（昭和34年）に栃木県（旧下野国）足利郡菱村が、1968年（昭和43年）に栃木県安蘇郡田沼町の入飛駒地区がいずれも桐生市に越境合併。また、1960年（昭和35年）に山田郡矢場川村の一部が栃木県足利市に編入された結果、上野国とは完全には一致しなくなっている。群馬県の方が上野国よりわずかに面積が大きくなっている。

### 郡
- 碓氷郡
- 片岡郡
- 甘楽郡
- 多胡郡
- 緑野郡
- 那波郡
- 群馬郡
- 吾妻郡
- 利根郡
- 勢多郡
- 佐位郡
- 新田郡
- 山田郡
- 邑楽郡

### 人口
- 1721年（享保6年） - 56万9550人
- 1750年（寛延3年） - 57万6075人
- 1756年（宝暦6年） - 57万9987人
- 1786年（天明6年） - 52万2869人
- 1792年（寛政4年） - 51万3915人
- 1798年（寛政10年）- 51万4172人
- 1804年（文化元年）- 49万7034人
- 1822年（文政5年） - 45万6950人
- 1828年（文政11年）- 46万4226人
- 1834年（天保5年） - 45万1830人
- 1840年（天保11年）- 42万6073人
- 1846年（弘化3年） - 42万8092人
- 1872年（明治5年） - 50万7235人

出典: 内閣統計局・編、速水融・復刻版監修解題、『国勢調査以前日本人口統計集成』巻1（1992年）及び別巻1（1993年）、東洋書林。

#### 近代以降の沿革
- 「旧高旧領取調帳」に記載されている明治初年時点での国内の支配は以下の通り[20]（1,263村・635,181石余）。幕府領は関東在方掛の岩鼻陣屋が管轄。太字は当該郡内に藩庁が所在。国名のあるものは飛地領。
  - 群馬郡（208村・120,536石余） - 幕府領、旗本領、前橋藩、高崎藩、安中藩、吉井藩
  - 勢多郡（181村・77,263石余） - 幕府領、旗本領、前橋藩、山城淀藩、出羽松山藩、陸奥泉藩、下野佐野藩、武蔵岩槻藩
  - 利根郡（117村・30,820石余） - 幕府領、旗本領、沼田藩
  - 碓氷郡（79村・41,482石余） - 幕府領、旗本領、安中藩、高崎藩、小幡藩、吉井藩
  - 吾妻郡（89村・25,038石余） - 幕府領、旗本領
  - 甘楽郡（138村・57,044石余） - 幕府領、小幡藩、七日市藩、吉井藩
  - 佐位郡（40村・21,508石余） - 幕府領、旗本領、前橋藩、伊勢崎藩、上総一宮藩
  - 多胡郡（28村・12,615石余） - 幕府領、小幡藩、吉井藩
  - 緑野郡（45村・31,439石余） - 幕府領、旗本領、高崎藩、吉井藩、下野佐野藩
  - 片岡郡（3村・4,267石余） - 高崎藩
  - 那波郡（62村・28,511石余） - 幕府領、旗本領、前橋藩、高崎藩、吉井藩、伊勢崎藩、武蔵岩槻藩
  - 新田郡（117村・67,151石5斗） - 幕府領、旗本領、前橋藩、館林藩、下野佐野藩、武蔵岡部藩、三河西端藩
  - 山田郡（64村・37,029石余） - 幕府領、旗本領、前橋藩、出羽松山藩、下野佐野藩、上総請西藩
  - 邑楽郡（92村・80,473石余） - 幕府領、館林藩、前橋藩、三河西端藩
- 慶応4年
  - 4月3日（1868年5月5日） - 岡部藩が藩庁を移転して三河半原藩となる。飛地領は存続。
  - 6月17日（1868年8月5日） - 新政府が岩鼻陣屋に岩鼻県を設置。幕府領・旗本領を管轄。
- 明治初年
  - 前橋藩の領地替えにより、碓氷郡・那波郡・群馬郡・勢多郡で幕府領・旗本領などの一部が前橋藩の管轄となる。
  - 館林藩の領地替えにより、新田郡・山田郡・邑楽郡で幕府領・旗本領などの一部が館林藩の管轄となる。
  - 前橋藩・館林藩の領地替えにより、邑楽郡の前橋藩領が館林藩領となる。
  - 伊勢崎藩の領地替えにより、佐位郡で幕府領・旗本領などの一部が伊勢崎藩の管轄となる。
  - 上総一宮藩の領地替えにより、佐位郡の飛地領が岩鼻県の管轄となる。
  - 上総請西藩の改易、出羽松山藩の減封により、山田郡の領地が岩鼻県の管轄となる。
- 明治2年
  - 6月 - 出羽松山藩が松嶺藩に改称。
  - 12月26日（1870年1月27日） - 吉井藩が廃藩となり、領地が岩鼻県の管轄となる。
- 明治4年 
  - 7月14日（1871年8月29日） - 廃藩置県により藩領が前橋県、高崎県、安中県、小幡県、七日市県、伊勢崎県、館林県および松嶺県、泉県、佐野県、岩槻県、淀県、半原県、西端県の飛地となる。
  - 10月28日（1871年12月10日） - 第1次府県統合により、新田郡・山田郡・邑楽郡を除く上野国各郡が群馬県（第1次）の管轄となる。群馬郡高崎町に県庁を設置。一時的に新田郡・山田郡の前橋県の管轄地域も管轄。
  - 11月14日（1871年12月25日） - 第1次府県統合により、新田郡・山田郡・邑楽郡が栃木県の管轄となる。下野国都賀郡栃木町に県庁を設置。
- 明治6年（1873年）6月15日 - 群馬県（第1次）が入間県と合併して熊谷県となる。武蔵国大里郡熊谷駅に県庁を設置。
- 明治9年（1876年）8月21日 - 第2次府県統合により、熊谷県が武蔵国の管轄地域を埼玉県に合併、栃木県から山田郡・新田郡・邑楽郡を編入のうえ、県庁を群馬郡高崎町に移転して群馬県（第2次）に改称。上野国全域が群馬県の管轄となる。
- 昭和35年（1960年）7月1日 - 山田郡矢場川村の一部（大字矢場・植木野の各一部を除く）が栃木県足利市に編入。

## 人物

### 国司
国司は天皇より叙任され、国内の政治事すべてを司った。

#### 上野守
※日付＝旧暦 ※在任期間中、「 」内は、史書で在任が確認できる最後の年月日を指す。
- 田口益人（708年〈和銅元年〉3月13日 - ） 従五位上〔続日本紀〕
- 平群安麻呂（709年〈和銅2年〉11月2日 - ） 従五位下〔続日本紀〕
- 大宅大國（714年〈和銅7年〉10月13日 - ） 従五位下〔続日本紀〕
- 小野綱手（746年〈天平18年〉4月21日 - ） 外従五位下〔続日本紀〕
- 笠蓑麻呂（752年〈天平勝宝4年〉5月26日 - ） 従五位下〔続日本紀〕
- 大伴伯麻呂（752年〈天平勝宝4年〉11月3日 - ） 従五位下〔続日本紀〕
- 高橋人足（759年〈天平宝字3年〉1月11日 - ） 従五位下〔続日本紀〕
- 藤原宿奈麻呂（761年〈天平宝字5年〉1月16日 - ） 従五位上、後に造宮大輔を兼務〔続日本紀〕
- 大原今城（763年〈天平宝字7年〉4月14日 - ） 従五位下〔続日本紀〕
- 上毛野馬長（764年〈天平宝字8年〉10月20日 - ） 従五位下〔続日本紀〕
- 藤原小黒麻呂（771年〈宝亀2年〉5月14日 - ） 正五位下〔続日本紀〕
- 藤原鷲取（779年〈宝亀10年〉2月23日 - ） 従五位上 中務大輔〔続日本紀〕
- 文室忍坂麻呂（779年〈宝亀10年〉11月28日 - ） 従五位下〔続日本紀〕
- 安倍家麻呂（781年〈天応元年〉5月25日 - ） 正五位上〔続日本紀〕
- 大神船人（785年〈延暦4年〉1月15日 - ） 従五位下〔続日本紀〕
- 粟田鷹守（786年〈延暦5年〉8月8日 - ） 従五位下〔続日本紀〕
- 紀作良（788年〈延暦7年〉3月21日 - ） 従五位上〔続日本紀〕
- 三方広名（791年〈延暦10年〉7月28日 - ） 従五位下〔続日本紀〕
- 佐伯清岑（大同年間頃） 従五位下〔類聚国史、日本紀略〕
- 大庭王（806年〈大同元年〉1月28日 - ） 従四位下 侍従〔日本後紀〕
- 春原五百枝（814年〈弘仁5年〉8月28日 - ） 従三位 右兵衛督〔日本後紀〕
- 阿倍雄能麻呂（815年〈弘仁6年〉1月14日 - ） 従五位上 左馬頭〔日本後紀〕
- 文室弟直（824年〈天長元年〉 - 同2年頃） 従四位下 治部大輔 備中守〔日本後紀〕

#### 上野太守
- 葛井親王（826年〈天長3年〉 - ） 四品〔続日本後紀〕
- 明日香親王（831年〈天長8年〉1月25日 - ） 三品〔日本後紀〕
- 阿保親王（834年〈承和元年〉3月21日 - ） 三品 治部卿後宮内卿、後に兵部卿を兼務〔日本後紀〕
- 葛原親王（838年〈承和5年〉1月13日 - ） 一品 式部卿〔日本後紀〕
- 秀良親王（842年〈承和9年〉1月13日 - ） 二品〔続日本後紀〕
- 仲野親王（846年〈承和13年〉1月13日 - ） 三品〔続日本後紀〕
- 本康親王（850年〈嘉祥3年〉1月15日 - ） 四品〔続日本後紀〕
- 国康親王（854年〈斉衡元年〉1月16日 - ） 四品〔文徳天皇実録〕
- 忠良親王（860年〈貞観2年〉1月16日 - ） 二品 兵部卿その後式部卿〔日本三代実録〕
- 時康親王（864年〈貞観6年〉1月16日 -  866年〈貞観8年〉1月13日） 三品 中務卿〔日本三代実録〕
- 賀陽親王（867年〈貞観9年〉1月12日 - ） 二品 治部卿〔日本三代実録〕
- 忠良親王（再任：871年〈貞観13年〉1月29日 -  872年〈貞観14年〉2月29日） 二品 式部卿〔日本三代実録〕
- 惟喬親王（872年〈貞観14年〉2月29日 - ） 四品 守弾正尹〔日本三代実録〕
- 時康親王（再任：873年〈貞観15年〉1月13日 - ） 二品 中務卿〔日本三代実録〕
- 惟恒親王（875年〈貞観15年〉1月13日 - ） 四品 治部卿〔日本三代実録〕
- 惟彦親王（881年〈元慶5年〉1月15日 - ） 中務卿〔日本三代実録〕
- 貞保親王（882年〈元慶6年〉4月28日 - ） 三品〔日本三代実録〕
- 惟恒親王（883年〈元慶7年〉2月14日 - ） 四品 守弾正その後兵部卿〔日本三代実録〕
- 貞元親王（887年〈仁和3年〉2月17日 - ） 四品〔日本三代実録〕

#### 上野介
- 田口大戸（764年〈天平宝字8年〉1月21日 - ） 従五位下〔続日本紀〕
- 橘綿裳（員外介：764年〈天平宝字8年〉8月4日 - ） 従五位下〔続日本紀〕
- 林雑物（767年〈神護景雲元年〉7月3日 - ） 外従五位下〔続日本紀〕
- 佐伯伊多智（員外介：768年〈神護景雲2年〉頃） 従四位下 左衛子督〔続日本紀〕
- 池田真枚（770年〈宝亀元年〉10月23日 - ） 従五位下〔続日本紀〕
- 賀茂人麻呂（774年〈宝亀5年〉3月5日 - ） 従五位下〔続日本紀〕
- 大伴上足（776年〈宝亀7年〉3月6日 - ） 従五位下〔続日本紀〕
- 吉弥侯横刀（783年〈延暦2年〉2月25日 - ） 従五位下〔続日本紀〕
- 島田宮成（783年〈延暦2年〉11月12日 - ） 従五位下〔続日本紀〕
- 路玉守（784年〈延暦3年〉4月2日 - ） 従五位下〔続日本紀〕
- 中臣丸馬主（788年〈延暦7年〉2月6日 - ） 従五位下〔続日本紀〕
- 御長広岳（796年〈延暦15年〉5月17日頃） 正六位上〔日本後紀〕
- 紀百継（権介：808年〈大同3年〉6月21日 - ） 従五位下〔日本後紀〕
- 伊勢徳成（権介：810年〈弘仁元年〉10月19日 - ） 従五位下〔日本後紀〕
- 伊勢徳成（811年〈弘仁2年〉10月19日） 従五位下〔日本後紀〕
- 息長家成（ - 812年〈弘仁3年〉8月5日） 従五位下〔日本後紀〕
- 甘南備高直（815年〈弘仁6年〉頃） 従五位下〔続日本後紀〕
- 朝野鹿取（817年〈弘仁8年〉 -  819年〈弘仁10年〉） 従五位上 内蔵頭〔続日本後紀〕
- 清峯門継（821年〈弘仁12年〉4月  -  822年〈弘仁13年〉） 従五位下〔文徳天皇実録〕
- 藤原貞吉（839年〈承和6年〉5月11日 - ） 従五位上〔続日本後紀〕
- 藤原世数（843年〈承和10年〉1月12日 - ） 従五位下〔続日本後紀〕
- 長統王（851年〈仁寿元年〉1月11日 - ） 従五位下〔文徳天皇実録〕
- 橘安吉雄（855年〈斉衡2年〉1月15日 - ） 従五位下〔文徳天皇実録〕
- 清原道雄（859年〈貞観元年〉1月13日 - ） 従五位下〔日本三代実録〕
- 滋野安成（権介：859年〈貞観元年〉4月9日 - ） 従五位下その後従五位上 大外記〔日本三代実録〕
- 藤原有蔭（863年〈貞観5年〉2月10日 - 2月16日） 従五位下 民部少輔〔日本三代実録〕
- 紀真丘（863年〈貞観5年〉2月16日  -  865年〈貞観7年〉1月27日） 従五位下〔日本三代実録〕
- 小野春枝（権介：863年〈貞観5年〉2月16日 - 864年〈貞観6年〉1月16日） 従五位下 鎮守将軍〔日本三代実録〕
- 賀茂岑雄（権介：864年〈貞観6年〉1月16日 - 866年〈貞観8年〉1月13日） 従五位下〔日本三代実録〕
- 安倍貞行（865年〈貞観7年〉1月27日 - ） 従五位上〔日本三代実録〕
- 文室甘楽麻呂（866年〈貞観8年〉1月13日 - ） 従五位下 鎮守将軍〔日本三代実録〕
- 良岑経世（869年〈貞観11年〉3月4日 - ） 正五位下 陸奥守〔日本三代実録〕
- 源建（878年〈元慶2年〉2月15日 - ） 従五位下 右京権介〔日本三代実録〕
- 橘茂生（878年〈元慶2年〉8月14日 - ） 従五位上〔日本三代実録〕
- 平季長（権介：883年〈元慶7年〉1月11日 - ） 従五位上 守左近衛 権少将〔日本三代実録〕
- 安倍興行（884年〈元慶8年〉3月9日 - ） 従五位上その後正五位下〔日本三代実録〕
- 源頼信： 999年（長保元年）9月2日 - 1001年（長保3年）2月26日、従四位下
- 平直方
- 藤原時明
- 平重義
- 藤原敦基
- 結城朝光
- 藤原範季
- 藤原隆信
- 結城広綱

#### 上野掾
- 酒人人（大掾：812年〈弘仁3年〉8月5日） 正六位上〔日本後紀〕
- 源満頼 - 源経基の子。

### 守護

#### 鎌倉幕府
- 1190年 - ? - 比企能員?
- 1210年 - 1212年 - 安達景盛
- この間 - 安達氏
- 1244年 - 1285年 - 安達泰盛
- 1285年 - 1333年 - 北条氏

#### 室町幕府
- 1335年 - 1336年 - 上杉憲房
- 1336年 - 1352年 - 上杉憲顕
- 1352年 - 1363年 - 宇都宮氏綱
- 1363年 - 1368年 - 上杉憲顕
- 1368年 - 1371年? - 上杉能憲
- 1371年 - 1379年 - 上杉憲春
- 1379年 - 1394年 - 上杉憲方
- 1395年 - 1412年 - 上杉憲定
- 1416年 - 1418年 - 上杉憲基
- 1419年 - 1439年 - 上杉憲実
- 1447年 - 1454年 - 上杉憲忠
- 1455年 - 1466年 - 上杉房顕
- 1467年 - 1510年 - 上杉顕定
- 1510年 - 1512年 - 上杉顕実（関東管領のみ）
- 1510年 - 1525年 - 上杉憲房（関東管領のみ）
- 1525年 - 1531年 - 上杉憲寛（関東管領のみ）
- 1531年 - 1561年 - 上杉憲政（関東管領のみ）
- 1561年 - 1578年 - 上杉謙信（関東管領のみ）